# Friedrich Egon von Fürstenberg
Friedrich Egon von Fürstenberg (8 de outubro de 1813 - 20 de agosto de 1892) foi um prelado da Igreja Católica que foi arcebispo de Olomouc de 1853 até sua morte quase quarenta anos depois. Ele foi feito cardeal em 1879. Por nascimento, ele era membro do ramo colateral da Casa de Fürstenberg .

## Biografia
Friedrich Egon von Fürstenberg nasceu em Viena no Império Austríaco em 8 de outubro de 1813.  Ele tinha o título de Landgrave ; seus pais eram o Landgrave Friedrich Carl zu Fürstenberg-Weitra (1774-1856) e a princesa Maria Theresie zu Schwarzenberg (1780-1870). Ele era primo do cardeal Friedrich Prince zu Schwarzenberg (1809-1885). A 
Ele escolheu seguir uma carreira clerical sobre a oposição de sua família.  Ele estudou teologia na Universidade de Viena de 1831 a 1835 e depois obteve um doutorado em teologia na Universidade de Olomouc em 1838. Tornou-se um cônego não residente do capítulo da catedral de Olomouc em 1832 e foi ordenado sacerdote em 15 de outubro de 1836.
Ele foi escolhido arcebispo de Olomouc por seu capítulo em 6 de junho de 1853 e o papa confirmou sua nomeação em 27 de junho de 1853. Ele recebeu sua consagração episcopal em Olomouc em 4 de setembro de 1853 de seu primo cardeal von Schwarzenberg, arcebispo de Praga.
O Papa Leão XIII fez dele um cardeal sacerdote em 12 de maio de 1879.  Ele recebeu seu galero vermelho e o título de San Crisogono em 27 de fevereiro de 1880. 
Ele morreu em Hukvaldy , Morávia, em 20 de agosto de 1892.